# Novine srbske
Novine srbske (kyrillisch; „Новине србске“) zu Deutsch (in der heutigen Transkription) „die serbische Zeitung“ war die erste Zeitung im Fürstentum Serbien. Sie erschien am 5./17. Januar 1834 unter der Leitung von Dimitri Davidovic in Kragujevac und nachher in Belgrad, zu der Zeit, als sich Serbien in einen modernen Zivilstaat entwickelte. Novine srbske war in erster Linie das offizielle Blatt des Fürstentums Serbien, das sich unter Davidovics Redaktion auch zu einer politischen Zeitung entwickelt hat.

## Namensgebung
Der erste Name war bis zum 24. Dezember 1842 "Новине србске". Am 2. Januar 1843 änderte sich der Name in "Србске новине". Ab März 1870 lautete der Titel "Српске новине".

## Hintergrund
Die Entstehung der Presse im Fürstentum Serbien ist eng mit der Herausbildung der Stadtbevölkerung als eigenständige soziale Klasse verbunden. Die relativ friedliche Entwicklung Serbiens nach dem Zweiten serbischen Aufstand verursacht die rasche Entwicklung der Wirtschaft – Handel und Handwerk –, die zur Bildung der ersten Bourgeoisie geführt hat. Extrudieren der Türkei und mit dem Aufbau der serbischen Regierung wurde eine weitere soziale Klasse gebildet – die Bürokratie. Und so hat sich vom Händlern, Handwerkern und Kaufleuten, eine Stadt Bevölkerung gebildet, die langsam aber sichtbar ihre wirtschaftlichen, politischen und vor allem kulturellen Interessen betonte.

## Die serbischen Zeitungen
„Novine srbske“ wurde in erster Linie mit dem Ziel gegründet, Bildung und Kultur zu verbreiten, aber vor allem war sie durch ihren Inhalt ein politisches Blatt. Die Zeitung wurde einmal in der Woche veröffentlicht; an Samstagen auf zwei Seiten. Das Jahresabonnement betrug zwei Taler. Das Abonnement wurde in den Bezirksgerichten durchgeführt und die Zeitungen wurden von dort den Abonnenten zugesendet. Ihr Redakteur Dimitri Davidovic hatte eine langjährige Erfahrung im Journalismus in Wien, dem Europäischen Zentrum; Es ermöglichte Davidovic, alle seine journalistische und redaktionelle Qualität auszuüben; Die Staatsdruckerei, in dem die Zeitung gedruckt wurde, verfügte über gute Technik und Handwerker, die aus dem Ausland stammten. Die meisten Abonnenten hatte die Zeitung in den Jahren 1834 und 1835; bis zum Sommer des ersten Jahres betrug die Auflage 600 Blatt, später hat sich die Anzahl der Abonnenten erhöht. Davidovic hat sich die Zeitung nicht nur als Mittel zur Information vorgestellt, sondern auch als ein Mittel, um ihre eigenen Meinungen und Einstellungen zu teilen. Daher kam es schnell zu einem Konflikt mit Miloš Obrenović, der den serbischen Zeitungen Zensur bestellte. Prinz Obrenovic gab Davidovic zu wissen, dass ein Journalist in Serbien nichts mit der Politik zu tun hat; Seine Aufgabe sei es, offizielle Informationen zu veröffentlichen und Nachrichten aus Zeitungen, die ihm von Rektorat gegeben wurden, zu übermitteln. Durch Nichtbeachtung dieser Gebote wurde Davidovic von seiner Tätigkeit ausgeschlossen.